# سامي شوكت
سامي شوكت (1893-1987)
طبيب عسكري وسياسي عراقي مخضرم عمل في الدولة العثمانية والمملكة العراقية.

## السيرة
ولد في بغداد عام 1893م، وهو ابن شوكت باشا وأخو ناجي شوكت رئيس الوزارة العراقية لمرتين.تخرج من المدرسة الاعدادية الملكية عام 1911م، فقصد الاستانة، ودرس في كلية الطب العسكرية في حيدر باشا، وتخرج منها طبيباً عام 1916م.وعين طبيبا في جناق قلعة، فترأَس الصحة للواء المشاة 171 عام 1917م.
عمل مع الجيش العربي في سوريا عام 1919م، وعند عودته من سوريا اسس الجمعية الطبية البغدادية عام 1920م.كان له دور في وحدات الطبابة العسكرية الأولى في العراق عام 1921.عُين معاونا لرئيس صحة بغداد عام 1922م، ثم مديراً للمعارف عام 1931م، واصبح مديرا للصحة العامة عام 1933م.عمل كحالا في المستشفى العام (المجيدية)،  وفي مستشفى العزل ببغداد وهي مستشفى الكرامة حاليا. له الفضل في إنشاء كلية الطب في جامعة آل البيت عام 1927م.عضو ذوي المهن الطبية وجمعية الاطباء العراقية.

## العمل السياسي
كان سامي شوكت من عائلة سياسية تؤمن بالفكر القومي حيث كان شقيقه الأكبر ناجي شوكت قد كلف بتشكيل الوزارة مرتين، وأخوه الأصغر صائب شوكت كان من مؤسسي نادي المثنى العربي، الذي كان بمثابة تجمع للشباب المتحمس للفكر القومي، وابن اخيه طلال ناجي شوكت، من القوميين البارزين وانتخب نقيباً للاطباء العراقيين ممثلا للقائمة القومية. اندفع سامي شوكت في اواسط الثلاثينات في العمل السياسي، فاصبح رئيسا لنادي المثنى المعروف بالقومية العربية، ضم نخبة من الشباب الوطني المتطلع إلى تحرير الوطن من التخلف والجهل والفقر والمرض. وعندما أصبح عام 1936م مفتشا عاما ثم مديرا عاما لوزارة المعارف ادخل نظام الفتوة والتدريب العسكري إلى المدارس ووحد ملابسها وحمل لقب حامي الفتوة. وقد أسندت له وزارة الشؤون الاجتماعية عام 1939، وعين لفترة وجيزة وزيرا للمعارف في حكومة نوري السعيد الخامسة من 22 شباط عام 1940  إلى 31 آذار 1940. وعندما اجيزت الاحزاب السياسية بعد الحرب العالمية الثانية، اسس حزب الإصلاح عام 1949م الذي لم يدم طويلا،  حيث تم دمجه عام 1951م، مع حزب الامة الاشتراكي الذي يتزعمه صالح جبر.وكان قبل ذلك وفي عام 1946م قدم سامي شوكت طلبا لاجازة حزب البعث القومي الذي اسسه مع آخرين أغلبهم شيوخ عشائر، واصدر له جريدة يومية في بغداد باسم جريدة البعث القومي، في 17 شباط 1946م، ثم جعل اسمها البعث وذلك في حزيران من العام نفسه..
الا ان وزير الداخلية آنذاك صالح جبر لم يجيز هذا الحزب
وبعد ثورة 14 تموز 1958م، اعتكف سامي شوكت في داره ثم نقل سكنه إلى بعقوبة بعد زواجه الثاني من إحدى تلميذاته.

## وفاته
يذكر مير بصري ان الدكتور سامي شوكت توفي في بغداد في 12 كانون الأول 1986م، 
واما سالم الدملوجي فذكر انه توفي سنة 1987م، تاركا ذكرا حسنا في مسيرة الكلية الطبية، ومديرية الصحة العامة العراقية.

## مؤلفاته
- خطاب (صناعة الموت).[12]
- تقارير سنوية لإدارة صحة العاصمة.صدرت في بغداد للسنوات (1924، 1925، 1926، 1927).
- الصحة.
- فن القبالة.صدر في بغداد عام 1923.
- هذه أهدافنا.صدر في بغداد 1939.[13]